# Фуэ
Фуэ (яп. 笛, дословно, «флейта, дудка, свисток») — семейство японских флейт. Фуэ обычно обладают высоким звучанием и изготавливаются из бамбука. Самая популярная фуэ — сякухати.
При исполнении музыки на фуэ отверстия во флейте закрывают не подушечками пальцев, а фалангами.

## История
Предок фуэ — китайская свирель «пайсяо». В V веке флейты появились в Японии, распространились в период Нара.
Комусо секты Фукэ вскоре стали использовать фуэ для «медитации дуновением». Современные фуэ могут быть как солирующим, так и оркестровым инструментом.

## Классификация
Фуэ делятся на две большие группы — поперечные и продольные. В поперечных отверстие для губ находится сбоку, а на продольных — на конце.

### Синобуэ
Синобуэ (яп. 篠笛, флейта из сазы), также такэбуэ (яп. 竹笛, бамбуковая флейта) — поперечная флейта с высоким тембром. Используется в японском оркестре хаяси (яп. 囃子) и при исполнении нагаута. Сякухати — важный инструмент в музыкальном сопровождении постановок театров но и кабуки. На сякухати исполняют синтоистскую музыку кагура и просто народные песни. Существует два стиля исполнения: ута (яп. 歌, песенный) и хаяси (яп. 囃子, фестивальный). Флейта для исполнения в стиле ута настраивается на западную нотную шкалу и может играть соло. Хаяси-синобуэ не настраивается, производит высокий немелодичный звук.

### Хоттику
Хоттику (яп. 法竹, буквально «бамбук дхармы») — фуэ из бамбукового корня. После обработки на толстом конце прикорневого стебля остаются кольца. Та же часть бамбука используется для производства сякухати, но хоттику не лакируется, и отверстие для губ остаётся необработанным. Хоттику иногда называют «дзинаси нобэкан», «без дзи (яп. 磁, особая паста из глины и лака), в одну трубку (в отличие от сякухати, хоттику цельная)».
У хоттику четыре отверстия для пальцев сверху и одно снизу (для большого пальца). Диапазон звучания составляет как минимум две октавы. Хоттику может быть любой длины, чем длиннее инструмент — тем ниже у него тембр. Обычно (не всегда) хоттику длиннее сякухати и почти всегда толще.
Техника игры на хоттику аналогична игре на сякухати, хотя звук хоттику не такой чистый и ровный. Угол утагути (яп. 歌口, дословно «отверстие для пения»), то есть, отверстия для губ, у хоттику ближе к 90°, но выбор угла зависит также от размера бамбука. Угол утагути и отсутствие лака придают звуку хоттику грубый и придыхательный тембр. Хоттику используется в суйдзэн, «медитации дуновением». Играть в жанре хонкёку (яп. 本曲), изобретённом последователями секты Фукэ, может лишь исполнитель высокого уровня мастерства. Так как хоттику не настраивается, обычно она выступает соло.

### Хитирики
Хитирики (яп. 篳篥) — небольшой (не длиннее 20 см) бамбуковый духовой инструмент с двойной тростью. Хитирики обладает певучим, однако несколько гнусавым, а в верхнем регистре — резким тембром. Тональный диапазон — одна октава.

### Комабуэ
Комабуэ (яп. 高麗笛, флейта Корё) — поперечная флейта с шестью отверстиями для пальцев, использующаяся в японской придворной музыке гагаку и комагаку. Изготавливается из бамбука. Имеет около 36 сантиметров в длину, короче флейты рютэки. Изготовлением комабуэ исторически занимается семья Ога.

### Рютэки
Рютэки (яп. 龍笛 рю:тэки, «драконовая флейта») — бамбуковая японская поперечная флейта длиной около 40 см и диаметром 1,3 см, с семью отверстиями. Используется в гагаку. Звучание рютэки изображает драконов, летающих в небесном свете (его изображает сё), за которыми наблюдают люди (хитирики). Рютэки — одна из трёх флейт, на которых играют гагаку. Тембр рютэки ниже, чем у комабуэ, но выше, чем у кагурабуэ. В XX веке рютэки, как и сямисэн, стали использовать в современной музыке.
Рютэки при исполнении держат горизонтально.

### Нокан
Нокан (яп. 能管 но:кан, дословно «трубка театра но») — японская поперечная флейта, использующаяся для аккомпанирования представлениям театров но и кабуки. Её создали актёр театра но Канъами Киёцугу (яп. 観阿弥 清次) и сын Канъами, Дзэами Мотокиё (яп. 世阿弥 元清) в XIV веке, когда они реформировали но, введя в него традиционные танцы дэнгаку (яп. 田楽, «музыка рисового поля») и саругаку (яп. 猿楽, «обезьянья музыка»).
Для изготовления нокан используются склеенные и перевязанные вишнёвой корой щепки копчёного бамбука сусудакэ (яп. 煤竹). При этом поверхность бамбукового ствола оказывается внутри, что улучшает звук. Длина нокана около 39,1 см, средняя ширина — 1,7 см. В нокане просверливается 7 отверстий для пальцев.
В нокане имеется «горло» (яп. 喉 нодо), отверстие шириной 2-3 мм. Благодаря нодо, нокан может издавать фальцетный звук (эффект Вентури). Также конструкция предусматривает помещение в особое отверстие овального свинцового мундштука, обёрнутого бумагой.
Диапазон нокана — больше двух октав. Высота звука меняется от флейты к флейте, так как ноканы изготавливаются вручную.

### Кагурабуэ
Самая длинная из фуэ, около 45,5 см длиной. Используется в жанре микагура.